# ニコライ・グネージチ

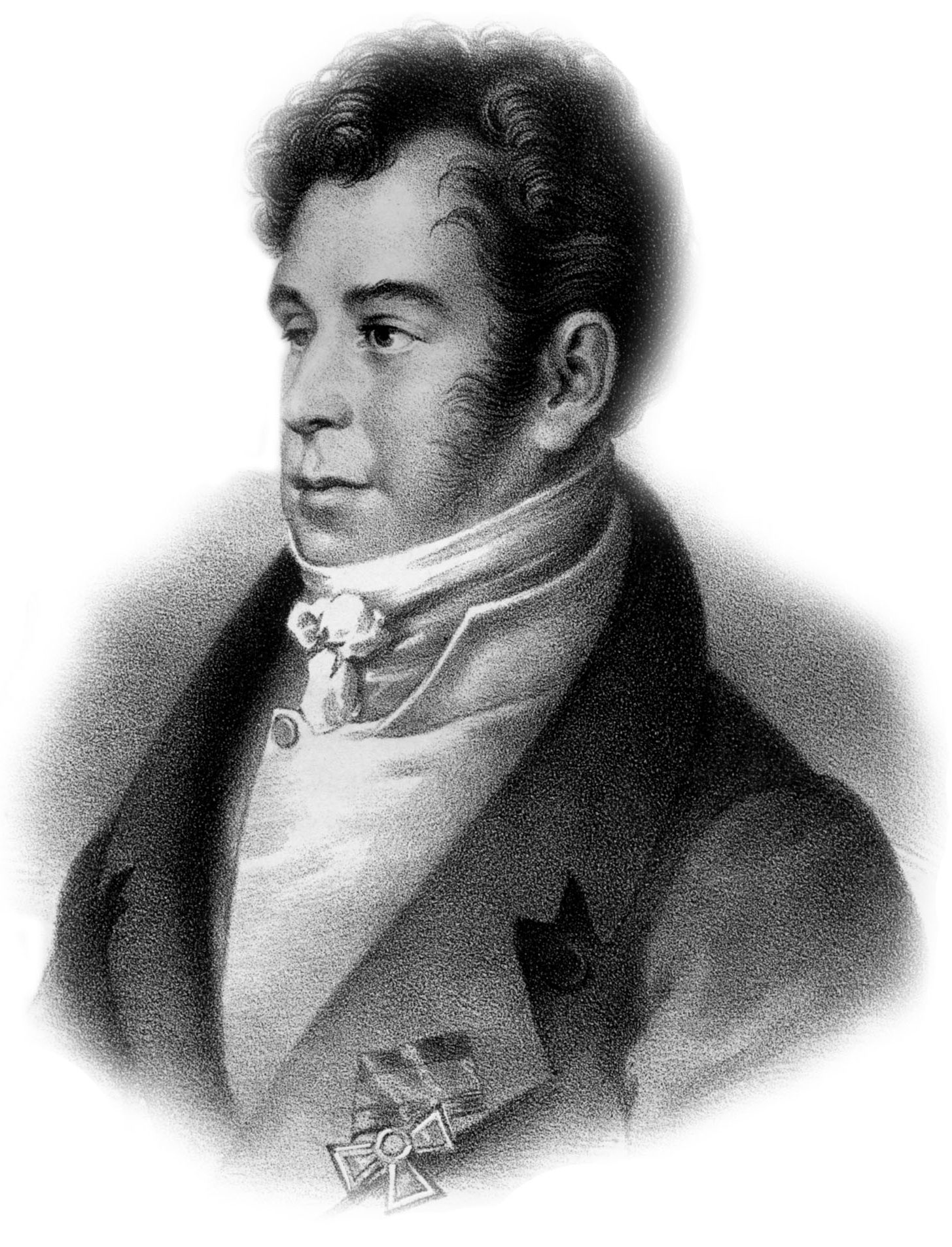
ニコライ・グネージチ

ニコライ・イヴァノヴィチ・グネージチ（Никола́й Ива́нович Гне́дич; Nikolay Ivanovich Gnedich, 1784年2月13日（ユリウス暦 2月2日） - 1833年2月15日（ユリウス暦 2月3日））は、ロシアの詩人、翻訳家。

## 人物
ポルタヴァの古い中流貴族の家に生まれた。同地の文学学校、ハリコフの中等学校で古典語を学び、モスクワ大学でギリシア文学・ラテン文学を研究した。卒業後ペテルブルクでヤズィコフやラジーシチェフ、カテーニンらと知り合ったほか、カプニストを通じてロシア詩壇に君臨していたガヴリーラ・デルジャーヴィンの知遇を得た。ジュコーフスキー、バーチュシュコフと親しかった。
大学在学中に始めた詩作を、文部省に勤めてからも続けた。田園詩『漁夫』 Рыбаки （1822）が代表作。シラー、シェイクスピア、ヴォルテールを翻訳し、演劇の発展にも貢献した。
最大の功績は20年以上の歳月を費やした『イーリアス』のロシア語訳全24巻（1807-1829）で、今なお読み継がれる名訳として、自作の詩以上に有名である。未完に止まったコストロフの訳業を継いだもので、当初は十二音綴詩形を採用していたが、1813年以降は古典主義からの脱却を図って六歩格を用いることになる。当時ロシア文学界が古典主義からセンチメンタリズムへの過渡期にある中、ウヴァーロフやプーシキンら若手の文学者の支持を集めた。守旧派は初めこそ批判したものの、次第に真価を認めざるをえなかった。六歩格以外の工夫として、原典の人工言語に対応して、文語や俗語、方言を混淆した点が挙げられる。